# Sinornithomimus
Sinornithomimus là một chi khủng long chân thú thuộc họ Ornithomimidae được phát hiện năm 1997, sống vào thời kỳ Creta muộn tại thành hệ Ulansuhai của Alshanzuo Banner, Khu tự trị Nội Mông Cổ, Trung Quốc.